# Liometopum
Liometopum é um gênero de insetos, pertencente à família Formicidae.

## Espécies
- Liometopum antiquum
- Liometopum apiculatum
- Liometopum eremicum
- Liometopum goepperti
- Liometopum imhoffi
- Liometopum lindgreeni
- Liometopum luctuosum
- Liometopum masonium
- Liometopum microcephalum
- Liometopum miocenicum
- Liometopum occidentale
- Liometopum oligocenicum
- Liometopum orientale
- Liometopum scudderi
- Liometopum sinense